# Еммануель Денніс
Еммануель Бонавентур Денніс (англ. Dennis Emmanuel Bonaventure, нар. 15 листопада 1997) — нігерійський футболіст, центральний нападник англійського клубу «Ноттінгем Форест». На умовах оренди грає за «Блекберн Роверз».

## Біографія
Вихованець Академії Абуджі.
В березні 2016 року підписав контракт з луганською «Зорею». 24 липня 2016 року дебютував за луганський клуб у матчі Прем'єр-ліги проти донецького «Олімпіка» (3:0), в якому забив перший гол «Зорі» у сезоні, після чого на 55 хвилині був замінений на Паулінью.
У травні 2017 року Денніс Бонавентур став гравцем ФК «Брюгге»

## Статистика виступів

### Статистика виступів за збірну
Станом на 17 листопада 2022 року
| Дата       | Місто    | Господарі           | Результат | Гості   | Турнір                                  | Голи | Примітки |
| ---------- | -------- | ------------------- | --------- | ------- | --------------------------------------- | ---- | -------- |
| 10-9-2019  | Дніпро   | Україна             | 2 – 2     | Нігерія | товариський матч                        | -    | 82'      |
| 13-10-2019 | Сінгапур | Бразилія            | 1 – 1     | Нігерія | товариський матч                        | -    | 79'      |
| 17-11-2020 | Фрітаун  | Сьєрра-Леоне        | 0 – 0     | Нігерія | Відбір до Кубка африканських націй 2021 | -    | 84'      |
| 25-3-2022  | Кумасі   | Гана                | 0 – 0     | Нігерія | Відбір до ЧС 2022                       | -    | 58'      |
| 29-3-2022  | Абуджа   | Нігерія             | 1 – 1     | Гана    | Відбір до ЧС 2022                       | -    | 78'      |
| 2-6-2022   | Гаррісон | Еквадор             | 1 – 0     | Нігерія | товариський матч                        | -    | 46'      |
| 13-6-2022  | Агадір   | Сан-Томе і Принсіпі | 0 – 10    | Нігерія | Відбір до Кубка африканських націй 2023 | 1    | 71'      |
| 17-11-2022 | Лісабон  | Португалія          | 4 – 0     | Нігерія | товариський матч                        | -    | 76'      |
| Усього     |          | Матчів              | 8         |         | Голів                                   | 1    |          |

## Титули та досягнення
- Чемпіон Бельгії (3):

«Брюгге»: 2017-18, 2019–20, 2020–21,